# Антропологична лингвистика
Антропологична лингвистика e изучаването на отношенията между език и култура, както и човешката биология (виж биорегионална демокрация), възприятие и език.
Този вид изследване в голяма степен се застъпва като интердисциплинарен подход с полето на лингвистичната антропология, която е клон на антропологията, изучаващ хората през езика, който използват.
Поддисциплини:
- Дескриптивна (синхронна) лингвистика
- Историческа (диахронна) лингвистика
- Етнолингвистика
- Социолингвистика